# Lost My Mind
Lost My Mind è un singolo della cantante britannica Lily Allen, pubblicato il 31 maggio 2018 come secondo singolo ufficiale del suo quarto album in studio No Shame.

## Descrizione
Il brano ha anticipato di poco la pubblicazione dell'album, avvenuta agli inizi di giugno, promuovendo così l'album come gli altri singoli Three e Higher usciti due mesi prima. A seguito della pubblicazione di No Shame, il 6 luglio viene reso disponibile sulle piattaforme digitali il singolo con un'edizione remix di Michael Calfan.

## Videoclip
Il video, diretto da Myles Whittingham (già alla regia in Trigger Bang), è stato pubblicato il 7 giugno 2018. Nel video viene raccontata una storia d'amore giunta al termine. Lo scenario è una camera da letto in cui non è presente la forza di gravità.

## Tracce
- Download digitale[4]

1. Lost My Mind – 3:48
2. Lost My Mind (Michael Calfan Respect Remix) – 3:02